# La canción (serie de televisión)
La canción es una miniserie de televisión por internet española de drama histórico creada y escrita por Pepe Coira y Fran Araújo y dirigida por Alejandro Marín para Movistar Plus+. Está producida por Buendía Estudios y protagonizada por Patrick Criado, Àlex Brendemühl, Carolina Yuste y Marcel Borràs. Se estrenó en Movistar Plus+ el 8 de mayo de 2025.

## Reparto

### Reparto principal
- Patrick Criado como Esteban Guerra
- Àlex Brendemühl como Artur Kaps
- Marcel Borràs como Joan Manuel Serrat
- Carolina Yuste como Massiel (Episodio 2 - Episodio 3)
- Laia Manzanares como Lucía
- Eneko Sagardoy como Carlos
- Carlos Santos como Antonio Balsameda
- Mariano Peña como Lasso de la Vega (Episodio 1 - Episodio 2)

con la colaboración especial de
- Xosé A. Touriñán como Manuel Fraga

### Reparto invitado
- Carmen Orellana como Celia (Episodio 1 - Episodio 2)
- Carolina Meijer como Herta Frankel (Episodio 1; Episodio 3)
- Joan Sentís como Ramón Arcusa
- Edu Ferrés como Manuel de la Calva
- Lara Oliete como Camino
- Luis G. Gámez como Francisco Franco (Episodio 1; Episodio 3)
- Arantxa Aranguren como Madre de Lucía (Episodio 1; Episodio 3)
- Rocío Saiz como Maribí (Episodio 1 - Episodio 2)
- Quique Niza como Claudio
- Jaime García Machin como Padre Iniesta (Episodio 1 - Episodio 2)
- Christian Stamm como Tom Sloan
- Klaus como Sáez (Episodio 1)
- Álvaro Monje como Pedro Olea (Episodio 1)
- Víctor Huerta como Xavier Cugat (Episodio 1)
- Jordi Llovet como Josep Espar (Episodio 2)
- Jordi Llordella como Claudio Martín (Episodio 2)
- Garmon Rhys como Cliff Richard (Episodio 3)
- David Bagés como Federico Gallo (Episodio 3)
- Chloe Berman como Katie Boyle (Episodio 3)
- Carlos González como Rafael Ibarbia (Episodio 3)
- Rock Salt como Stewart Morris (Episodio 3)
- María Ocáriz como Carmen Polo (Episodio 3)
- Javier Garcimartín como Padre de Lucía (Episodio 3)
- Alberto Asensio como Carlos Mendes (Episodio 3)
- Luke Caballero como Albert Hall (Episodio 3)
- Marta Obrero como Sandie Shaw (Episodio 3)

## Episodios
| N.º | Título        | Dirigido por    | Escrito por              | Fecha de lanzamiento original |
| --- | ------------- | --------------- | ------------------------ | ----------------------------- |
| 1   | «La tele»     | Alejandro Marín | Pepe Coira y Fran Araújo | 8 de mayo de 2025             |
| 2   | «La tanqueta» | Alejandro Marín | Pepe Coira y Fran Araújo | 8 de mayo de 2025             |
| 3   | «La gala»     | Alejandro Marín | Pepe Coira y Fran Araújo | 8 de mayo de 2025             |

## Producción
El 21 de junio de 2024, Movistar Plus+ anunció por primera vez que estaba desarrollando una serie sobre la victoria de España en el Festival de la Canción de Eurovisión 1968, obtenida por Massiel con «La, la, la». El 8 de octubre, durante un evento organizado por Movistar Plus+ para presentar sus próximos proyectos, se dieron más detalles de la serie, incluyendo que se titularía La canción, que Carolina Yuste protagonizaría la serie interpretando a Massiel, y que su rodaje había comenzado.

## Lanzamiento y marketing
En 9 de enero de 2025, Movistar Plus+ anunció que La canción se estrenaría en su plataforma el 8 de mayo de 2025.